# Salisbury, Massachusetts
Salisbury, kommun (town) i Essex County, Massachusetts, USA med cirka 7 827 invånare (2000). Den har enligt United States Census Bureau en area på 17,9 km².

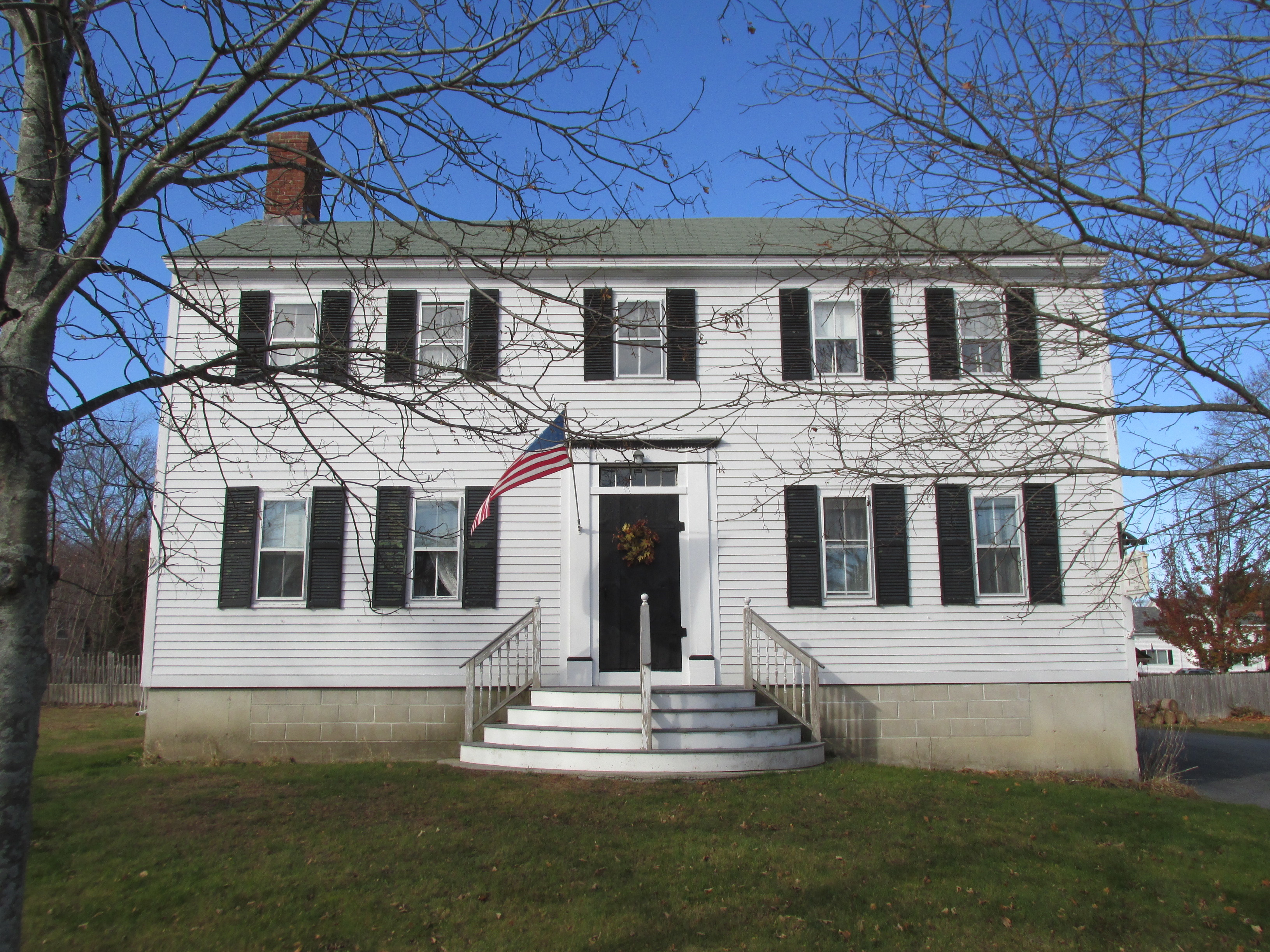